# Policajt v Beverly Hills
Policajt v Beverly Hills (angl. Beverly Hills Cop) je americká akční komedie, režírovaná Martinem Brestem, kde zde hrál Eddie Murphy jako Axel Foley, chytrácký detroitský policista, který zamíří do Beverly Hills v Kalifornii, aby vyřešil smrt svého nejlepšího kamaráda. Během svého složitého vyšetřování se několikrát dostává do konfliktu s místní policií.
Tento první film ze sérií policistů z Beverly Hills zařadil Eddie Murphyho mezi mezinárodní hvězdy, vyhrál několik People's Choice ocenění pro oblíbený celovečerní film (1985) a byl také nominován na Zlatý glóbus pro Nejlepší Celovečerní film - Komedie/Muzikál (1985). Polda I. vydělal odhadem 234 miliónů dolarů do pokladny, a tím se zapsal jako ten druhý největší hit roku 1984 (hned vedle filmu Krotitelé duchů).

## Děj
Axel Foley (E. Murphy) je mladý, talentovaný, ale extrémně lehkomyslný detroitský policista. Když byl jeho přítel z dětství Mikey (James Russo) zavražděn, Foley se vydává vyšetřit motiv a okolnosti kolem této vraždy do Beverly Hills, kam spějí všechny stopy, pod záminkou „dovolené“.
Foleyho vyšetřování ho dovede až k Victoru Maitlandovi (Steven Berkoff), Mikeyovmu předchozímu zaměstnavateli a respektovanému uměleckému obchodníkovi, který je podezíravý k Foleymu, jen co se Foley zeptá na Mikeyho vraždu. Jeho plnému vyšetřování však brání policejní oddělení v Beverly Hills poté, co je Foley zatčen za „výtržnosti“, když byl Victorem vyprovozen „ven“ na ulici (přes skleněné okno).
Policejní oddělení avšak nemá takové nadšení a pochopení z Foleyho metod boje proti zločinu. Následně se Foley snaží přesvědčit několik detektivů, již dostali za úkol Foleyho sledovat, aby se zapojili do jeho boje proti Maitlandovi.

## Obsazení
| Eddie Murphy    | detektiv Axel Foley               |
| Gilbert R. Hill | inspektor Gerald Todd             |
| James Russo     | Michael „Mikey“ Tandino           |
| Judge Reinhold  | detektiv William 'Billy' Rosewood |
| John Ashton     | Detective Sergeant John Taggart   |
| Lisa Eilbacher  | Jeannette „Jenny“ Summers         |
| Ronny Cox       | proučík Andrew Bogomil            |
| Paul Reiser     | detektiv Jeffrey Friedman         |
| Steven Berkoff  | Victor Maitland                   |
| Jonathan Banks  | Zack (Maitlandova „pravá ruka“)   |
| Bronson Pinchot | Serge                             |

### Ze zákulisí
Původně byla role nabídnuta Sylvesterovi Stallonovi, aby hrál Axela Foleyho, ale po nesrovnalostem s ním (chtěl ve filmu více akce, ale na ní producenti neměli), a tak byla role přepsána pro Murphyho. Stallone si ale natočil „svoji“ verzi, respektive se základem tohoto filmu pro film Kobra. Podle Eddiho Murphyho v Ze zákulisí Hereckého Studia, Stallone měl také „nabroušeně tvrdší“ scénář ve svém filmu. Postava Jenny Summers měla být původně Stallonova láska, ale nakonec ji Stallone zaměnil za „starého kámoše“, Foleyho. A Mikey měl být Stallonův bratr.
Na jednom DVD bonusu, producent Jerry Bruckheimer tvrdí, že Axela Foleyho nabídl před Stallonem také Mickey Rourkemu, který upsal smlouvu na 400 000 dolarů. Avšak když různé revize a kontroly trvaly déle než se předpokládalo, Rourke odešel z tohoto projektu udělat jiný film.
Axel Foleyův šéf (Gil Hill) je ve skutečnosti skutečný detektiv v detroitském policejním okrsku, který se později stal členem rady města Detroit a následně byl také kandidátem na starostu v roce 2001.

### V českém znění
| Jméno postavy                 | Herecký představitel | Jméno dabéra        |
| ----------------------------- | -------------------- | ------------------- |
| Det. Axel Foley               | Eddie Murphy         | Oldřich Kaiser      |
| Jeannette "Jenny" Summers     | Lisa Eilbacher       | Ilona Svobodová     |
| Det. William "Billy" Rosewood | Judge Reinhold       | Alexej Pyško        |
| Lt. Andrew Bogomil            | Ronny Cox            | Radoslav Brzobohatý |
| Det. Sgt. John Taggart        | John Ashton          | Petr Pelzer         |
| Det. McCabe                   | Joel Bailey          | Vlastimil Zavřel    |
| Victor Maitland               | Steven Berkoff       | Alois Švehlík       |
| Mikey Tandino                 | James Russo          | Ondřej Vetchý       |
| muž s banány                  | Damon Wayans         | Libor Terš          |
| (titulky)                     | (titulky)            | Vladimír Fišer      |

- Vyrobila Československá televize (Česká Televize) v roce 1992, režie Elmar Klos, ml.

## Soundtrack
Tento soundtrack získal ocenění Grammy pro Best Album of Original Score Written for a Motion Picture or Television Special (1986). Instrumentální titul „Axel F“ je velmi dobře povědomý a byl také několikrát coverován velikým množstvím hudebníků. Soundtrack byl poupraven Greg Fulginitim.
Vybrané písně z OST:
- „New Attitude“ od Patti LaBelle
- „Don't Get Stopped in Beverly Hills“ od Shalamar
- „Do You Really (Want My Love?)“ od Junior
- „Emergency“ od Rockie Robbins
- „Neutron Dance“ od Pointer Sisters
- „The Heat Is On“ od Glenn Frey
- „Gratitude“" od Danny Elfman
- „Stir It Up“ od Patti LaBelle
- „Rock 'N Roll Me Again“ od The System
- „Axel F“ od Harold Faltermeyer

Ve filmu (scéna: striptýz klub) sice zazněla i píseň „Nasty Girl“, ale nebyla zařazena do oficiálního soundtracku, avšak byla, vypsána na konci filmu v titulcích. Mimo jiné, nikdy nebyly komerčně vydané album Harolda Faltermeyera s jeho zkomponovanými písněmi. Výjimka je „Axel F“, figurující na soundtrack albu.
Avšak následující dvě skladby Harolda Faltermeyera byly publikovány na B-stranách písně Axel F:
- „Discovery“ – Tenhle kousek of score is heard in the scene where the drugs are discovered by Axel Foley in the warehouse.
- „Shootout“ – Tenhle kousek se dal zaslyšet, např. ve scéně když Billy Rosewood čeká venku před skladistěm a následně se rozhodne, že půjde dovnitř.

Existují také dvě 12" extended verze úvodní znělky „Axel F“, které byly publikovány na vinylových singlech v osmdesátých letech.

### Axel F covery
Další publikované cover verze hitu Axel F
- 1991 "Axel F" od Erich Kunzel & The Cincinnati Pops Orchestra pro Telarc publikaci Bond and Beyond
- 1995 "Axel F"/"Keep Pushin'" (od skupiny Clock), UK #7 hit v roce 1995.
- 1998 "Axel F" (od Planet Bass)
- 1998 "Axel F" (od Trance Atlantic Air Waves)
- 1999 "Axel F" (od Cobat)
- 2001 "Axel F" (od Spacecorn) #74 UK
- 2003 "Axel F 2003"/"Axel F 2004" (od Murphy Brown & Captain Hollywood)
- 2004 "Axel F (Crazy Frog song)" (od Crazy Frog) US #50, UK #1, CZ ?
- 2005 "Italian Fireflies vs Axel Foley Theme" (Neznámý autor, nasamplováno od Black Strobe & Harold Faltermeyer)
- 2007 "Original Techno remix by #1 80's Club Hits Remixed on their album Best of 80's Dance"

### Hitparáda

#### Album
| Rok  | Hitparáda     | Příčka |
| ---- | ------------- | ------ |
| 1985 | Billboard 200 | #1     |
| 1985 | Billboard R&B | #6     |

#### Singly
| Rok  | Název písně      | Label | Dance Singles | R&B Singles | Hot 100 | UK Singles | Mainstream Rock | Adult Contemporary |
| ---- | ---------------- | ----- | ------------- | ----------- | ------- | ---------- | --------------- | ------------------ |
| 1984 | "Neutron Dance"  | MCA   | #4 (#6, 1985) | #13         | #6      | ―          | ―               | #23 (1985)         |
| 1984 | "The Heat Is On" | MCA   | #35 (1985)    | ―           | #2      | ―          | #4              | ―                  |
| 1985 | "Axel F"         | MCA   | ―             | #13         | #3      | #2         | ―               | #1                 |
| 1985 | "New Attitude"   | MCA   | #1            | #1          | #17     | ―          | ―               | ―                  |

## Ocenění
- Academy Award
  - nominováno pro Best Writing, Screenplay Written Directly for the Screen – Danilo Bach a Daniel Petrie, Jr.
- BAFTA Awards
  - nominováno pro Nejlepší Hudební Skóre – Harold Faltermeyer
- Edgar Allan Poe Award
  - nominováno pro Nejlepší Celovečerní Film – Daniel Petrie, Jr.
- Golden Globe
  - nominováno pro Golden Globe Award for Best Motion Picture – Musical or Comedy, Best Motion Picture Musical/Comedy
  - nominováno pro Golden Globe|Golden Globe Award for Best Actor – Motion Picture Musical or Comedy, Best Actor Musical/Comedy – Eddie Murphy
- Grammy Award
  - vyhrálo pro Best Score Soundtrack – Marc Benno, Harold Faltermeyer, Keith Forsey, Micki Free, Jon Gilutin , Howard Hewett, Bunny Hull, Howie Rice, Sharon Robinson, Danny Sembello, Sue Sheridan, Richard Theisen, Allee Willis
- People's Choice Award
  - vyhrálo pro Favorite Motion Picture
- Stuntman Award
  - vyhrálo Best Vehicular Stunt (Motion Picture) – Eddy Donno

American Film Institute uznání
- 2000: AFI's 100 Years... 100 Laughs #63